# Pseudabutilon glomeratum
Pseudabutilon glomeratum är en malvaväxtart som beskrevs av P.A. Fryxell. Pseudabutilon glomeratum ingår i släktet Pseudabutilon och familjen malvaväxter. Inga underarter finns listade i Catalogue of Life.